# Аруако
Аруа́ко (исп. arhuaco), известный также как бинтук (исп. bintuk), би́нтукуа (исп. bíntucua), и́ка (исп. ika, ica), и́хка (исп. ijka, ijca ) — чибчанский язык на территории современной Колумбии. Около 14 800 носителей (10-й по числу говорящих чибчанский язык).
Для записи языка используется латинский алфавит. 90 % носителей — монолингвы.